# Państwowe Liceum i Gimnazjum w Buczaczu
Państwowe Liceum i Gimnazjum w Buczaczu – polska szkoła z siedzibą w Buczaczu w okresie II Rzeczypospolitej, od 1938 o statusie gimnazjum i liceum ogólnokształcącego.

## Historia
Pierwotnie szkoła została założona w okresie I Rzeczypospolitej w 1754 przez starostę kaniowskiego Mikołaja Potockiego.
W okresie zaboru austriackiego szkoła została upaństwowiona w 1893. Budynek gimnazjum wybudowano w 1898. W związku z załatwieniem sprawy przekształcenia dotychczasowego gimnazjum bazyliańskiego w wyższe gimnazjum państwowego z jednoczesnym otwarciem klasy V w ramach wdzięczności rada miasta Buczacza uchwałą z 2 sierpnia 1898 nadała tytuły honorowego obywatelstwa staroście Czesławowi Niewiadomskiemu, posłowi na Sejm Galicyjski Michałowi Bobrzyńskiemu i posłowi do Rady Państwa Włodzimierzowi Gniewoszowi. 10 stycznia 1899 gmach szkoły został poświęcony.
Przed 1914 przy szkole powstała Bursa Polska im. Bartosza Głowackiego.
Po odzyskaniu przez Polskę niepodległości i nastaniu II Rzeczypospolitej szkoła funkcjonowała jako „Gimnazjum Państwowe w Buczaczu”. W 1926 w Gimnazjum działało w charakterze humanistycznym. Wówczas w Gimnazjum było osiem polskich klas z 12 oddziałami, w których uczyło się łącznie 452 uczniów wyłącznie płci męskiej. W latach 30. w szkole funkcjonowała Sodalicja Mariańska, drużyny męskie i żeńskie harcerstwa polskiego. Rozporządzeniem Ministra Wyznań Religijnych i Oświecenia Publicznego z 16 lutego 1937 została ustalona nazwa szkoły „Państwowe Gimnazjum w Buczaczu”. Zarządzeniem Ministra Wyznań Religijnych i Oświecenia Publicznego Wojciecha Świętosławskiego z 23 lutego 1937 „Państwowe Gimnazjum w Buczaczu” zostało przekształcone w „Państwowe Liceum i Gimnazjum w Buczaczu” (państwową szkołę średnią ogólnokształcącą, złożoną z czteroletniego gimnazjum i dwuletniego liceum), a po wejściu w życie tzw. reformy jędrzejewiczowskiej szkoła miała charakter koedukacyjny, a wydział liceum ogólnokształcącego był prowadzony w typie humanistycznym łączonym z przyrodniczym.

## Dyrektorzy
- Franciszek Zych[11][12][13][14][15][16][17][18][19][20][21][22][23][24][25][26][26]
- Edward Lewek (kier., dyr. od 1 II 1925)[27][2][28][29][30]
- Tadeusz Poźniak (pocz. lat 30.)[31]
- Jan Szajter (do 1939)[32][33][34][35]

## Nauczyciele
- Lesław Chlebek
- Czybryj Karol, ks.[36]
- Nicefor Danysz
- Bronisław Gaweł
- Zenon Keffermüller
- Adam Konopnicki
- Michał Ładyżyński

## Uczniowie i absolwenci
Absolwenci
- Stanisław Czerny – oficer (1909)
- Zenon Buczowski – mikrobiolog i epidemiolog (1928)
- Zenon Keffermüller – nauczyciel, oficer (1902)
- Zygmunt Siewiński – oficer (1913)
- Zbigniew Waruszyński – oficer (1936)
- Jan Wujda – duchowny (1935)